# Olivier Baudry
Olivier Yann Baudry (Vannes, 12 giugno 1973 – Montbéliard, 1º ottobre 2017) è stato un calciatore francese, centrocampista.

## Biografia
Inizia la carriera nelle giovanili del Sochaux, per poi entrare in prima squadra e, successivamente, diventarne il capitano.
Nel 2000 abbandona la squadra per passare al Football Club Lausanne-Sport nella Challenge League, la seconda divisione svizzera.
Ritorna in Francia l'anno successivo per partecipare alla Ligue 2 con il Saint-Étienne.
Nel 2003 si trasferisce al ASM Belfort, nella Championnat de France amateur 2, la quinta divisione nazionale francese e nel 2004 al Giro Lepuix in Division d'Honneur.
Nel 2005 ritorna in Svizzera al Sport Réunis de Delémont.
Conta 9 presenze con la Francia under 21.
È scomparso nel 2017 all'età di 44 anni a seguito di un tumore.